# Epitafium Hannie Kochanowskiej

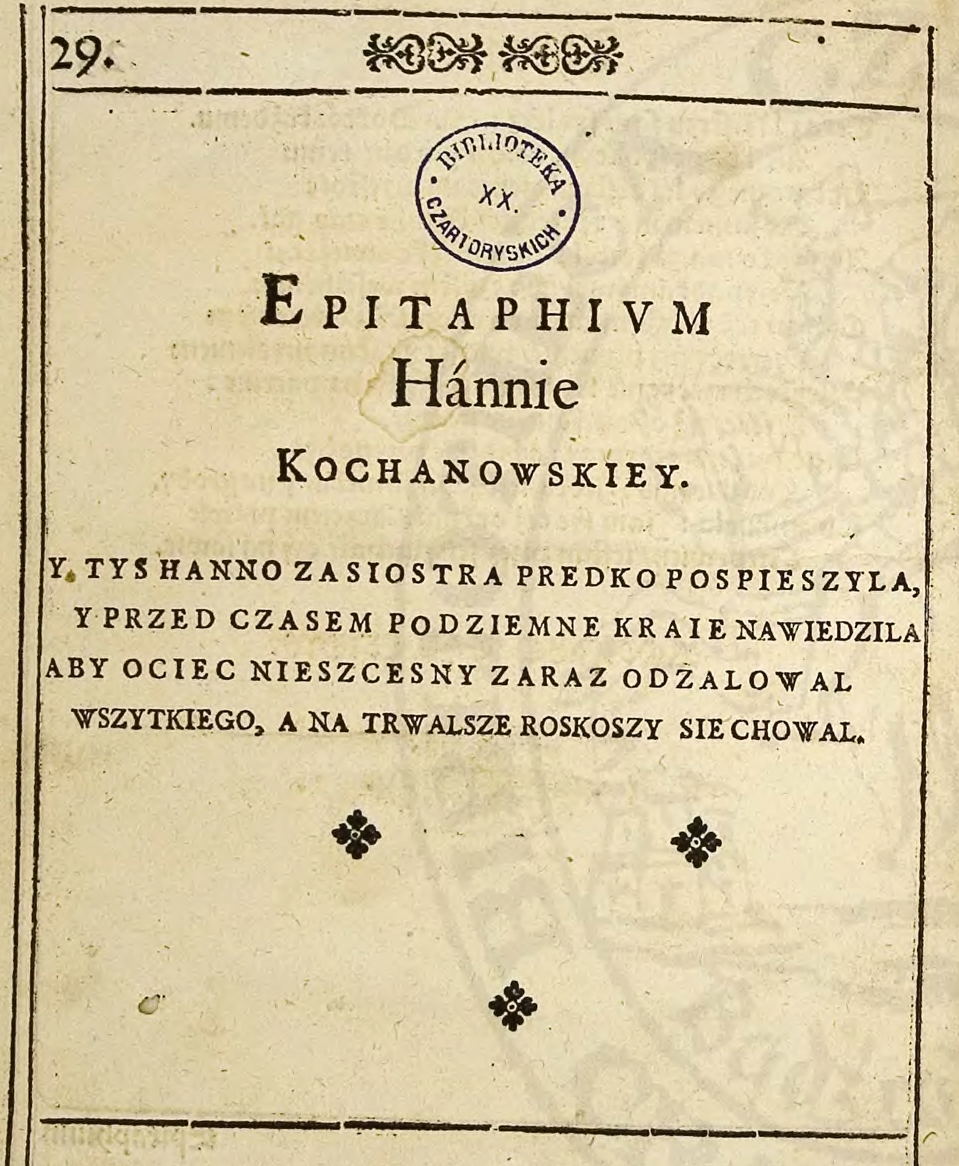
Epitafium Hannie Kochanowskiej w drugim wydaniu Trenów (1583)

Epitafium Hannie Kochanowskiej – czterowersowe epitafium Jana Kochanowskiego poświęcone zmarłej w dzieciństwie córce Hannie.
Utwór został dołączony do drugiego wydania Trenów z 1583, obszernego cyklu trenów poświęconych zmarłej wcześniej innej córce Kochanowskiego – Urszuli. Epitafium powstało po 1578/1579 (przypuszczalna data śmierci Urszuli – Hanna zmarła niedługo po niej), a 1583 (data publikacji utworu).